# Госбанк
„Държавната банка на СССР“, широко известна със съкращението „Госбанк“ (на руски: Государственный банк СССР, Госбанк), до 1923 г. „Държавна банка на РСФСР“ (Государственный банк РСФСР) е централната банка на Съветския съюз. Нейното седалище е в столицата гр. Москва.
Банката е основана през 1921 г. Избрана е за централна банка на СССР на 16 ноември 1923 г.
Функционира до 20 декември 1991 г., когато официално е обявена за закрита поради разпадането на Съветския съюз. Нейните активи са поети от Банката на Русия (официално: Централна банка на Руската федерация, Центральный банк Российской Федерации). Последният управител на банката е Андрей Зверев.